# Les Cahiers du football
Pour les articles homonymes, voir CDF.
Les Cahiers du football (CDF) est un site web consacré au football décliné dans une première version papier de 2003 à 2009, et une seconde depuis 2018. En novembre 2009, la rédaction avait annoncé la fin du magazine papier à la suite de problèmes financiers dus notamment à la perte du procès l'opposant à Denis Balbir. Publiée en parallèle du magazine en ligne et distribuée en librairie, la deuxième version papier est revue semestrielle, consacrée à la culture football en général plus qu'à l'actualité. L'histoire des Cahiers du football est également traversée par de nombreuses publications ponctuelles, dont les auteurs sont généralement un collectif de contributeurs au site internet.

## Historique
Créés en décembre 1997 par trois amis dont les pseudonymes étaient Clément Jumeau, Curtis Midfield et Jamel Attal, les Cahiers du football ont connu des débuts quelque peu chaotiques ponctués d'arrêts de publication temporaires. Aujourd'hui, seul Jamel Attal, alias Jérôme Latta, reste à la tête des Cahiers du football, entouré depuis début 2015 par une nouvelle équipe rédactionnelle. Il est à la tête de la direction éditoriale du site et du compte Twitter. Par ailleurs, Jérôme Latta tient également un blog sur le football, en partenariat avec Le Monde. Cette bi-polarité entre identité réelle et pseudonyme est une constante aux Cahiers du Football, et notamment les membres de la rédaction qui y trouvent là un moyen de s'exprimer avec plus de liberté.
Selon les propres termes de leurs créateurs, le concept de base ayant présidé à la naissance des Cahiers du football était de créer « un magazine décalé », « satirique et critique ». Ce magazine se revendique plaisamment « magazine de foot et d'eau fraîche ». Le nom Cahiers du football est un hommage ou un clin d'œil aux Cahiers du cinéma. Le premier numéro des Cahiers est paru le mardi 4 novembre 2003.
Aujourd'hui, Les Cahiers se font remarquer à travers des articles d'opinion et des brèves, un diaporama humoristique ou encore un sondage idiot hebdomadaire.
Le 19 octobre 2007 est sorti À partir de là, anthologie du parler foot aux éditions Mango, écrit par la rédaction des Cahiers du football. Un deuxième tome, Oui je crois que bon…, a suivi chez le même éditeur en décembre 2008. Un journal intime fictif de Raymond Domenech, Les petits papiers de Raymond, est également sorti en octobre 2008, illustré par Berth.
Les Cahiers du football ont inspiré la création du site les Cahiers du Catch, destinés à la lutte professionnelle. Ils ont d'ailleurs « salué la naissance d'un petit frère » par un article intitulé « Du sang, de la sueur et des larmes ». On y retrouve de nombreux contributeurs de la première heure des CdF qui ont migré vers ce forum.
Le 10 mars 2013, Les Cahiers, dans un article humoristique évoquent, à travers une fictive « Agence Transe Presse », une « Dream Football League », fausse future ligue de football élitaire basée au Qatar et à laquelle « Manchester United, Manchester City, Arsenal, Chelsea, le Bayern de Munich, le Real Madrid, le FC Barcelone, la Juventus de Turin, l'AC et l'Inter Milan, le Paris Saint-Germain figurent parmi les clubs européens ayant d'ores et déjà donné leur accord » de participation. Cette histoire inventée est reprise, deux jours plus tard de manière très sérieuse mais sans en citer la source, dans un article « exclusif » du journaliste britannique Oliver Kay dans The Times, information ensuite amplement relayée par d'autres médias britanniques de manière très peu critique,,. Le Times admet le 18 mars sa faute et présente ses excuses aux lecteurs.

## Prix décernés
À l'instar d'autres magazines de football, les Cahiers ont, eux aussi, leur trophée annuel décerné par vote des lecteurs : le Ballon de plomb. Francis Llacer, Fabrice Fiorèse, Benoît Pedretti, Bernard Mendy, Matt Moussilou, Frédéric Piquionne, Mateja Kežman, Yohan Demont, Moussa Maazou, Issam Jemâa et Florian Thauvin sont les onze lauréats du « trophée le moins prestigieux du football européen » de 2003 et 2013. L'arrêt du Ballon de plomb est annoncé le 19 janvier 2015.
Après l'Euro 2004, les Cahiers ont également créé le Micro de Plomb, qui se moque des sorties mémorables des commentateurs. Le premier lauréat est Charles Biétry. Pour la Coupe du monde 2006, c'est Frank Lebœuf, alors consultant pour M6, qui a été « récompensé ». En 2010, le lauréat pour la Coupe du monde de football de 2010 est Christian Jeanpierre.
À l'été 2007, les Cahiers du football décernent les Spirales des Cahiers, alter-trophées de foot et d'eau fraîche, mi-sérieux mi-humoristiques dans des catégories originales, malheureusement ces Spirales furent sans lendemain.
À la fin d'année 2010, un nouveau prix est créé : le Ballon d'eau fraîche. Ce prix récompense les joueurs reflétant au mieux les valeurs défendues par les Cahiers du football et est censé compléter, avec le Ballon de plomb, la critique du Ballon d'or. Le premier trophée est décerné à Jérémie Janot de l'AS Saint-Étienne.

## «Manifeste pour sauver le football»
Accusés — à tort ou à raison — de critique stérile et plus ou moins systématique, les Cahiers ont élaboré un Manifeste pour sauver le football composé de trente-trois points s'articulant autour de huit grandes catégories. Ce manifeste, qui présente une conception sportive et humaniste — par opposition à financière et corporatiste — d'un football débarrassé de ses travers et de ses excès, semble être plutôt bien accepté par les amoureux du sport, le seul point réellement controversé étant l'opposition farouche des Cahiers à l'utilisation de l'arbitrage par vidéo.
Les propositions de ce manifeste sont :
- Compétitions nationales
  - Suppression de la Coupe de la Ligue
  - Réhabilitation de la Coupe de France
  - Retour à 18 clubs en championnat de France

- Compétitions européennes
  - Dé-survalorisation de la Ligue des champions
  - Réhabilitation de la Coupe UEFA
  - Résurrection de la Coupe des coupes

- Calendrier et sélections nationales
  - Harmonisation du calendrier mondial
  - Limitation du nombre de compétitions
  - Garanties pour les équipes nationales

- Droit et réglementation
  - Inscription de « l'exception sportive » en droit européen
  - Préservation des liens organiques entre le football amateur et le football professionnel
  - Respect par la Ligue de football professionnel de sa délégation de service public
  - Maintien de la propriété collective des droits de diffusion
  - Subventions publiques sous conditions
  - Vraie réforme des transferts[9]

- Économie et gestion des clubs
  - Interdiction de la cotation des clubs en bourse
  - Maintien du principe de solidarité et des critères sportifs
  - Contrôle de gestion européen
  - Refus d'un statut fiscal d'exception pour les clubs ou les joueurs

- Lutte contre le dopage
  - Pleins pouvoirs à l'Agence mondiale antidopage
  - Véritable plan de lutte et de prévention
  - Financement de la lutte antidopage

- Arbitrage et règles
  - Non absolu à la vidéo en direct
  - Usage rétrospectif de la vidéo pour sanctionner l'antijeu
  - Dispositifs optiques pour vérifier le franchissement de la ligne de but
  - Rétablir le respect de l'arbitre
  - Rétablir l'indépendance et l'autorité des commissions de discipline
  - Véritablement tester le « multi-arbitrage »
  - Innover, tester, appliquer d'autres dispositifs
  - Professionnaliser les arbitres et garantir leur indépendance

- Lutte contre la violence et droits des supporters
  - Combat volontariste contre le hooliganisme et le racisme
  - Respect de la liberté d'expression des supporters
  - Représentation des spectateurs et téléspectateurs dans les instances

## Les leçons de journalisme sportif
Afin de brocarder les habitudes du microcosme journalistique, les Cahiers du football ont créé les « leçons de journalisme sportif », répertoriant les pires habitudes de la profession.
- Leçon 1 : les transferts
- Leçon 2 : recopier la dépêche AFP
- Leçon 3 : l'interview minée
- Leçons 4 et 5 : l'autopromotion et l'éloge du patron
- Leçon 6 : titres et légendes
- Leçon 7 : pomper les articles des Cahiers
- Leçon 8 : interviewer un footballeur
- Leçon 9 : le consultant télé
- Leçon 10 : le racolage
- Leçon 11 : virer un entraîneur